# Anne Isabella Milbanke
Anne Isabelle (Annabelle) Noel Byron (Durham (Engeland), 17 mei 1792 – 16 mei 1860) was een Engelse wiskundige.
Haar ouders waren Sir Ralph Milbanke en Judith Noel. Zij was een begaafd kind en haar ouders huurden voormalig Cambridge professor William Frend in om haar les te geven. Ze ontving hierdoor een opleiding gelijk aan die van een mannelijke student aan deze universiteit: klassieke talen, filosofie, natuurwetenschap en wiskunde.
In 1812 ontmoette ze Lord Byron, die haar spoedig ten huwelijk vroeg. Een tweede voorstel in 1815 nam ze wel aan, maar snel na de geboorte van hun enige kind, Ada Lovelace, vroeg Lady Byron scheiding aan. Het erratische gedrag van Lord Byron leidde haar tot de overtuiging dat haar man gek was, en ze beschuldigde hem ook van vreemdgaan met zijn halfzus Augusta Leigh. Na de scheiding vertrok Lord Byron naar het vasteland van Europa, om nooit meer voet te zetten in Engeland.
In de jaren hierna richtte Annabelle zich op de opvoeding van haar dochter. Ze moedigde Ada aan wiskunde en wetenschappen te studeren zodat ze niet net zo als haar vader dichter zou worden. Ada werd een bekend wiskundige, en had een werkrelatie met Charles Babbage waar ze samen werkten aan zijn rekenmachine. Ze wordt wel de eerste computerprogrammeur genoemd. Annabelle zette zich ook in voor sociale zaken: filantropie, ze richtte de Ealing Grove School op, ze maakte zich hard voor de afschaffing van slavernij, was voorstander van humanere omstandigheden in gevangenissen.

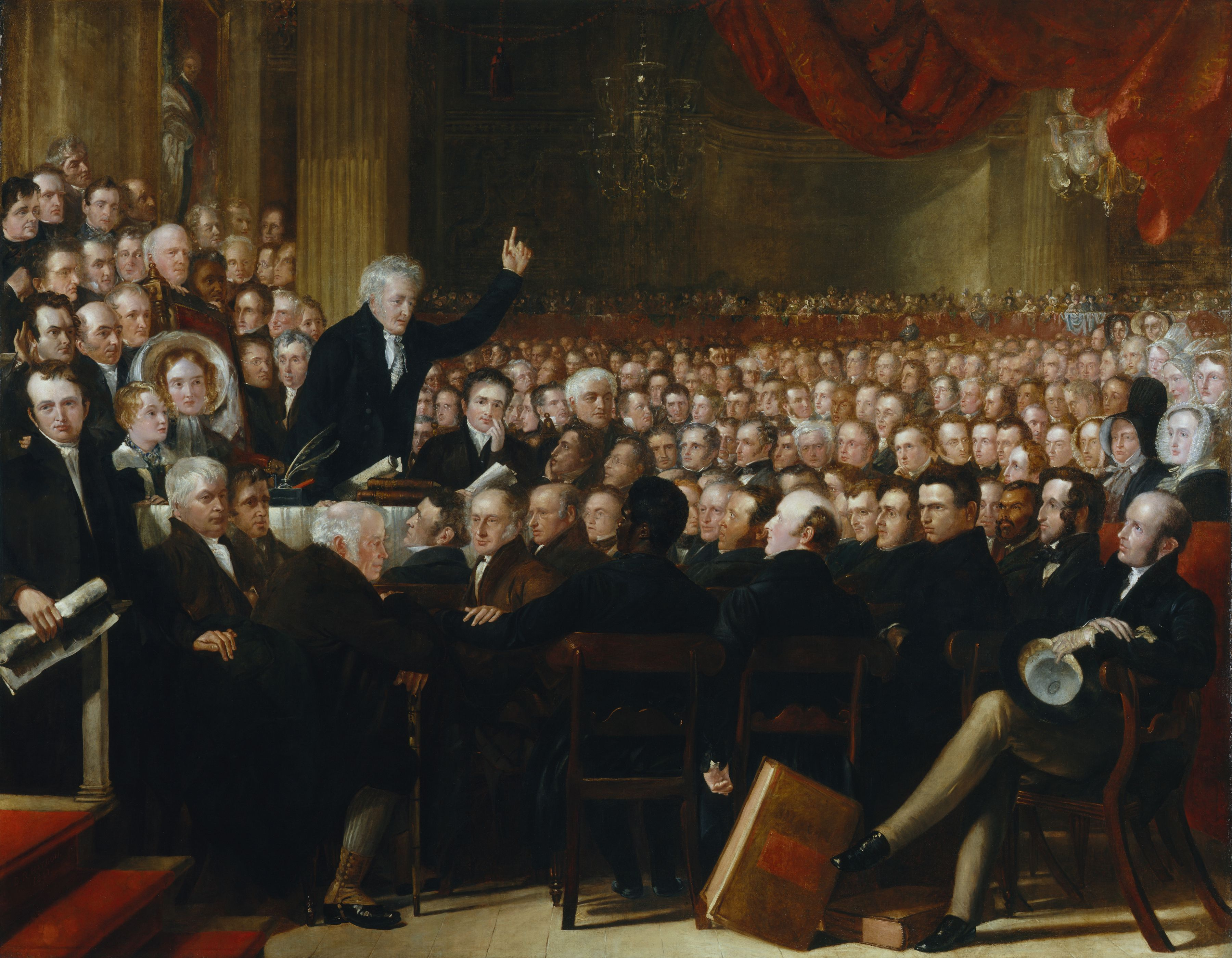
Anti-slavernij conventie in 1840. Lady Byron is te vinden aan de rechterkant van de afbeelding